# Закусіло Олександр Іванович
Олекса́ндр Іва́нович Закусі́ло (нар. 4 листопада 1974, с. Білилівка, Ружинський район, Житомирська область, Українська РСР — пом. 28 червня 2014, с. Карпівка, Слов'янський район, Донецька область, Україна) — український військовослужбовець, десантник, сержант Збройних сил України.

## Життєпис
Народився 1974 року в селі Білилівка на Житомирщині, у багатодітній родині. Закінчив місцеву сільську школу. Захоплювався спортом — боксом і футболом, брав участь у змаганнях на любительському рівні. Жив і працював у селі, одружився. Тримав господарство, працював у місцевому сільськогосподарському кооперативі. Останні роки працював у Києві.
У зв'язку з російською збройною агресією проти України мобілізований 26 березня 2014-го, — коли надійшла повістка, одразу ж повернувся з Києва і пішов до військкомату.
Сержант, номер обслуги мінометного взводу мінометної батареї 2-го аеромобільно-десантного батальйону 95-ї окремої аеромобільної бригади, в/ч А0281, м. Житомир.
З 7 квітня виконував завдання на території проведення антитерористичної операції. Двічі був поранений та після лікування повертався на передову.
28 червня 2014-го о 14:15 загинув від осколкових поранень під час мінометного обстрілу блокпоста на північно-східній околиці Слов'янська в районі придорожнього комплексу на БЗС (бензозаправній станції), — поблизу села Карпівка. Тоді ж загинули молодший сержант Леонід Ординський і солдат Петро Боднар, ще четверо зазнали поранень.
Похований у рідному селі Білилівка на початку липня.
Залишились мати Віра Миколаївна і чотири брати, дружина Тетяна Адамович і 14-річна донька Аня, та ще одна донька від цивільного шлюбу.

## Нагороди та вшанування
- 14 березня 2015 — за особисту мужність і високий професіоналізм, виявлені у захисті державного суверенітету та територіальної цілісності України, відзначений — нагороджений орденом «За мужність» III ступеня (посмертно)[3].
- У травні 2015 в Білилівці на фасаді місцевої гімназії відкрили дошку пам'яті Олександрові Закусілу.
- 6 жовтня 2017 у Слов'янську, на місці загибелі трьох десантників 95-ї бригади в районі БЗС встановлено пам'ятний знак[4][5].
- медаль «За визволення Слов'янська» (посмертно).